# Dicyemodeca sceptrum
Dicyemodeca sceptrum är en djurart som tillhör fylumet rhombozoer, och som beskrevs av Wheeler 1897. Dicyemodeca sceptrum ingår i släktet Dicyemodeca och familjen Dicyemidae. Inga underarter finns listade i Catalogue of Life.